# Lake Haupiri
Der Lake Haupiri ist ein See in der Region West Coast auf der Südinsel von Neuseeland.

## Geographie
Der Lake Haupiri befindet sich rund 15 km ostnordöstlich von Lake Brunner / Moana und rund 40 km ostsüdöstlich von Greymouth entfernt, dem Verwaltungssitz des Grey District. Der auf einer Höhe von 190 m liegende See besitzt ein Flächenausdehnung von 2,25 km² und erstreckt sich über eine Länge von rund 2,6 km in Westnordwest-Ostsüdost-Richtung. An seiner breitesten Stelle misst der See eine Entfernung von rund 1,2 km in Westsüdwest-Ostnordost-Richtung.
Gespeist wird der Lake Haupiri durch zahlreiche kleinere Gebirgsbäche. Seinen Abfluss besitzt der See an seinem südöstlichen Ende, wo er seine Wässer dem Haupiri River zuträgt.